# 聞慶消防署
聞慶消防署（ムンギョンしょうぼうしょ）は慶尚北道消防本部所属の消防署である。

## 管轄区域
- 聞慶市、醴泉郡

## 沿革
- 1985年12月13日 - 店村消防署として開署。管轄区域は聞慶郡のうち店村邑
- 1986年1月1日 - 店村邑の市制施行に伴い、管轄区域が店村市になる。
- 1987年1月1日 - 管轄区域を店村市と聞慶郡のうち聞慶邑、加恩邑に拡大する。
- 1992年1月1日 - 広域消防体制施行に伴い管轄区域を店村市、聞慶郡、醴泉郡に変更する。
- 1995年1月1日 - 店村市と聞慶郡が統合して聞慶市になったことに伴い管轄区域を管轄区域を聞慶市、醴泉郡に変更する。
- 1995年3月2日 - 名称を聞慶消防署に変更する。

## 119安全センター
| 119安全センター                                    | 住所                        | 管轄区域                                                   | 地域隊           |
| -------------------------------------------------- | --------------------------- | ---------------------------------------------------------- | ---------------- |
| 店村119安全センター                                | 聞慶市中央路305             | 聞慶市のうち洞地域、泳順面、山陽面、虎溪面、山北面         | 山北             |
| 加恩119安全センター                                | 聞慶市加恩邑加恩路126       | 聞慶市のうち加恩邑、虎渓面                                 |                  |
| 聞慶119安全センター                                | 聞慶市聞慶邑セジェ路501     | 聞慶市のうち聞慶邑、東魯面、麻城面                         | 東魯             |
| 醴泉119安全センター（醴泉119救助救急センター設置） | 醴泉郡醴泉邑ヤングン路61-12 | 醴泉郡のうち醴泉邑、龍門面、孝子面、殷豊面、甘泉面、普門面 | 龍門             |
| 知保119安全センター                                | 醴泉郡知保面知保路61-12     | 醴泉郡のうち知保面、柳川面、龍宮面、開浦面、豊壌面、虎鳴面 | 龍宮、豊壌、虎鳴 |